# Joseph Heicke
Joseph Heicke, dit aussi Josef Heicke (Vienne, 12 mars 1811 - id., 6 novembre 1861) est un artiste peintre, aquarelliste et lithographe autrichien.

## Biographie
Heicke étudie, entre 1824 et 1826, à l'académie des beaux-arts de Vienne puis, à partir de 1834, participe aux expositions d'art organisées dans l'église Sainte-Anne jusqu'en 1858. Il entreprend plusieurs voyages d'études, d'abord en Italie en 1842, puis plus tard en Hongrie et au Moyen-Orient (dont en Égypte). Influencé par Friedrich Gauermann, il se montre cependant moins original que son maître pour ses nombreux paysages avec des animaux, qui trahissent encore l'influence de la fin de la période Biedermeier et qui manquent parfois de précision et de naturel dans le traitement des détails figuratifs. Ainsi le jugeaient ses contemporains, mais, par ailleurs, Heicke s'assura avec ses scènes animalières une certaine popularité dans les cercles sociaux viennois et hongrois (entre autres par le comte Ödön Edmund Zichy), ainsi que pour ses scènes de rue des années révolutionnaires en 1848 et 1849. En outre, il attira l'attention de la critique comme l'un des lithographes les plus fertiles et les plus polyvalents de cette époque viennoise. Heicke a également pu profiter de nombreuses commandes dans les cercles militaires, en particulier pour des portraits équestres en pied.
Heicke a publié quelques fascicules illustrés très remarqués destinés à l'enseignement du dessin (chez Paterno, Vienne, 1844).
De nombreuses œuvres de Heicke se trouvent aujourd'hui dans des musées autrichiens comme par exemple, le musée d'histoire militaire de Vienne et le musée de Vienne.

## Galerie

Œuvres de Heicke
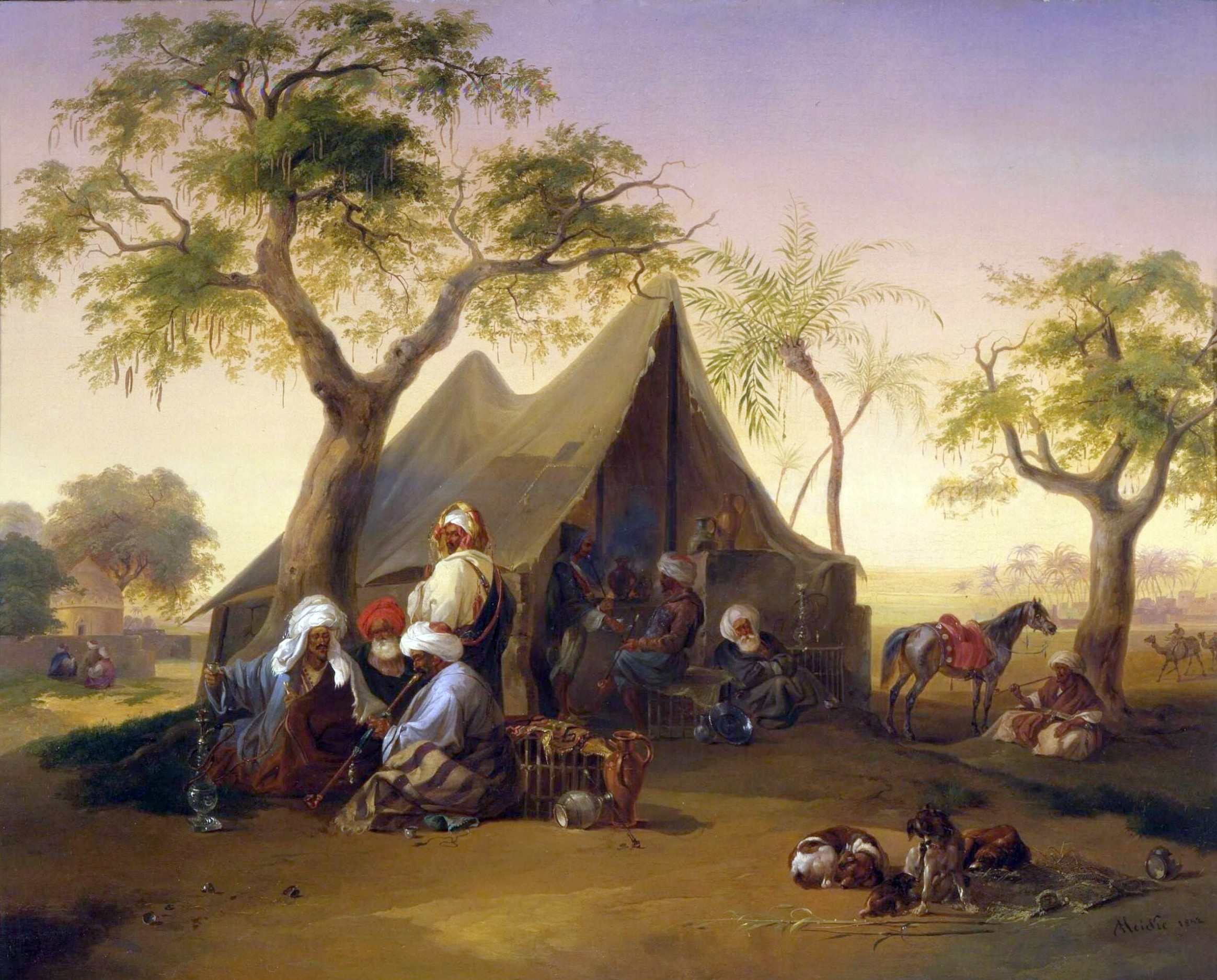
Arabes buvant du café devant leur tente (1842), Dahesh Museum of Art, New York
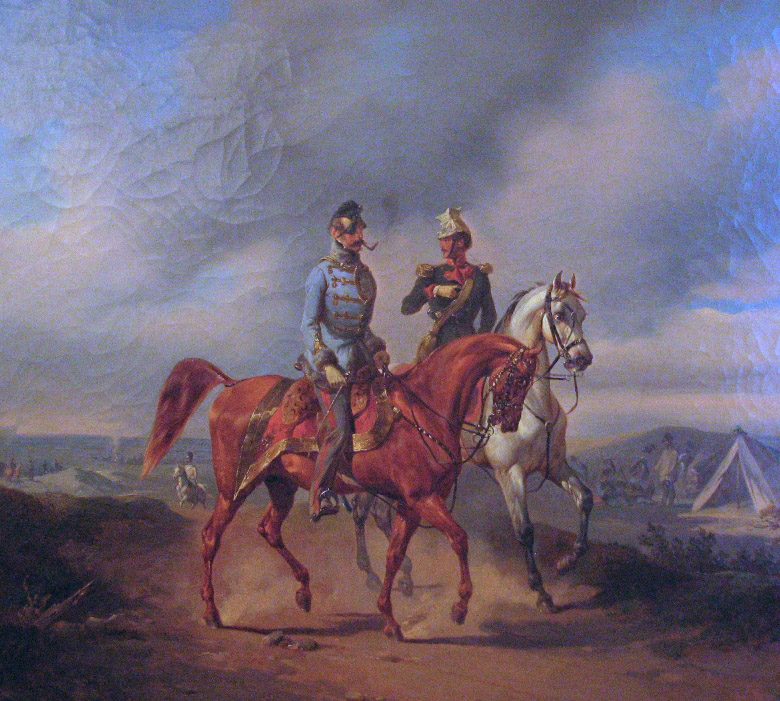
Portrait de Franz Joseph Heinrich von Schlik (1852), musée d'histoire militaire de Vienne
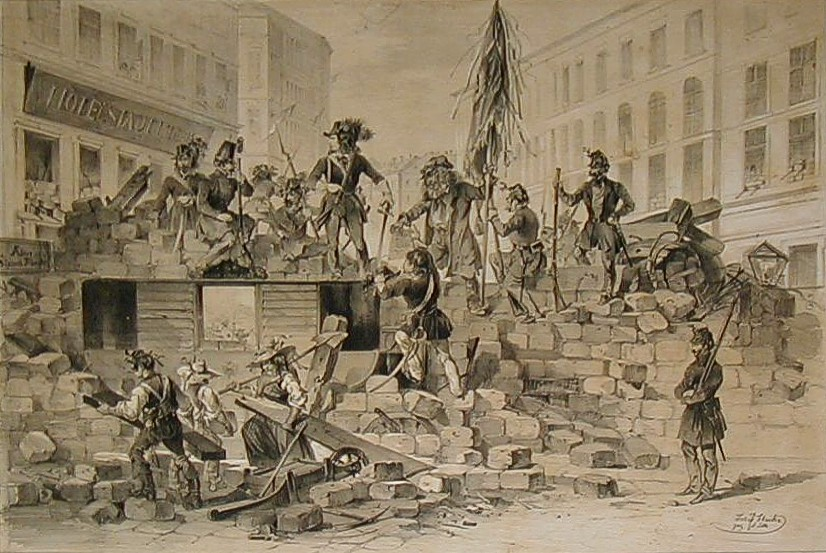
Barricade du 26 et 27 mai 1848, Vienne (1848), lithographie
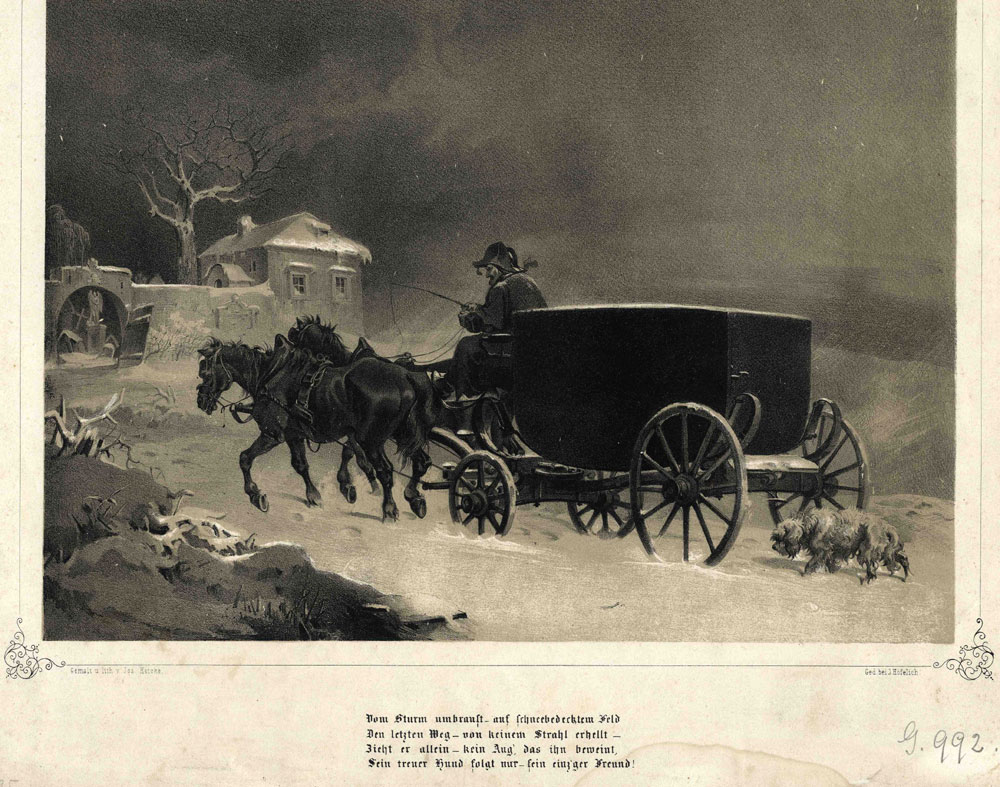
Enterrement de Mozart (1860), lithographie, bibliothèque universitaire de Salzbourg